# Zacharie de Lyon
Pour les articles homonymes, voir Saint Zacharie.
Zacharie (en latin Zacharias) fut le 3e évêque de Lyon.
Il est reconnu comme saint par l'Église catholique romaine et l'Église orthodoxe et fêté le 28 juin.

## Biographie
Sa vie nous est totalement inconnue. Il échappe à la persécution de 202 et succède à ce moment à saint Irénée comme évêque de Lyon auquel il aurait donné sa sépulture sur le lieu où l'évêque Patient édifiera deux siècles plus tard l'église Saint-Irénée. Comme la plupart des premiers évêques de Lyon, son nom est d'origine grecque. 